# Nikitakerk in Basmanny
De Kerk van de Martelaar Nikita in Staro Basmanny (Russisch: Храм Никиты Мученика на Старой Басманной) is een Russisch-orthodoxe kerk in het Centraal Administratieve Okroeg van Moskou, gelegen in het stadsdeel Basmanny. De kerk is een van de mooie voorbeelden van de Moskou-barok. Het hoofdaltaar van de kerk is gewijd aan het Vladimir-icoon van de Moeder Gods. Voorts zijn er altaren ter ere van de martelaar Nikita en Johannes de Doper.

## Geschiedenis
De permissie voor de bouw werd in het jaar 1745 gegeven tijdens het bewind van tsarina Elisabeth. De inwijding van de kerk vond plaats in 1751. Sindsdien is er weinig veranderd aan de kerk. In 1812 ondervond de kerk en omgeving geen schade van de grote brand in Moskou. In de 19e eeuw werd de buurt van de kerk een plek waar zich veel vooraanstaande mensen vestigden. Aleksandr Poesjkin bezocht de kerk tijdens de begrafenis van zijn oom op 23 augustus 1830. In de zomer van 1905 ontstond er brand in de refter waarbij een waardevol icoon van Basilius verloren ging.

## Sovjet-periode
In maart 1933 viel het besluit van het presidium van de Moskouse raad om de kerk te sluiten en vervolgens te slopen. Nadien werd de kerk geplunderd. In de zomer van hetzelfde jaar werd het voornemen om te slopen geannuleerd en kreeg een instituut dat zich bezighield met bosbouw toegewezen. Later wordt de kerk ook gebruikt als trainingsruimte voor een regionale luchtverdedigingsbrigade, een opslagruimte voor het Ministerie van Cultuur en zelfs een herberg. In de jaren 60 en 80 vonden er gedeeltelijke restauraties plaats.

## Heropening
De teruggave van de kerk vond plaats in 1994. Op 6 juli 1997 werd de kerk opnieuw gewijd door de patriarch van Moskou, Alexius II.

## Externe link

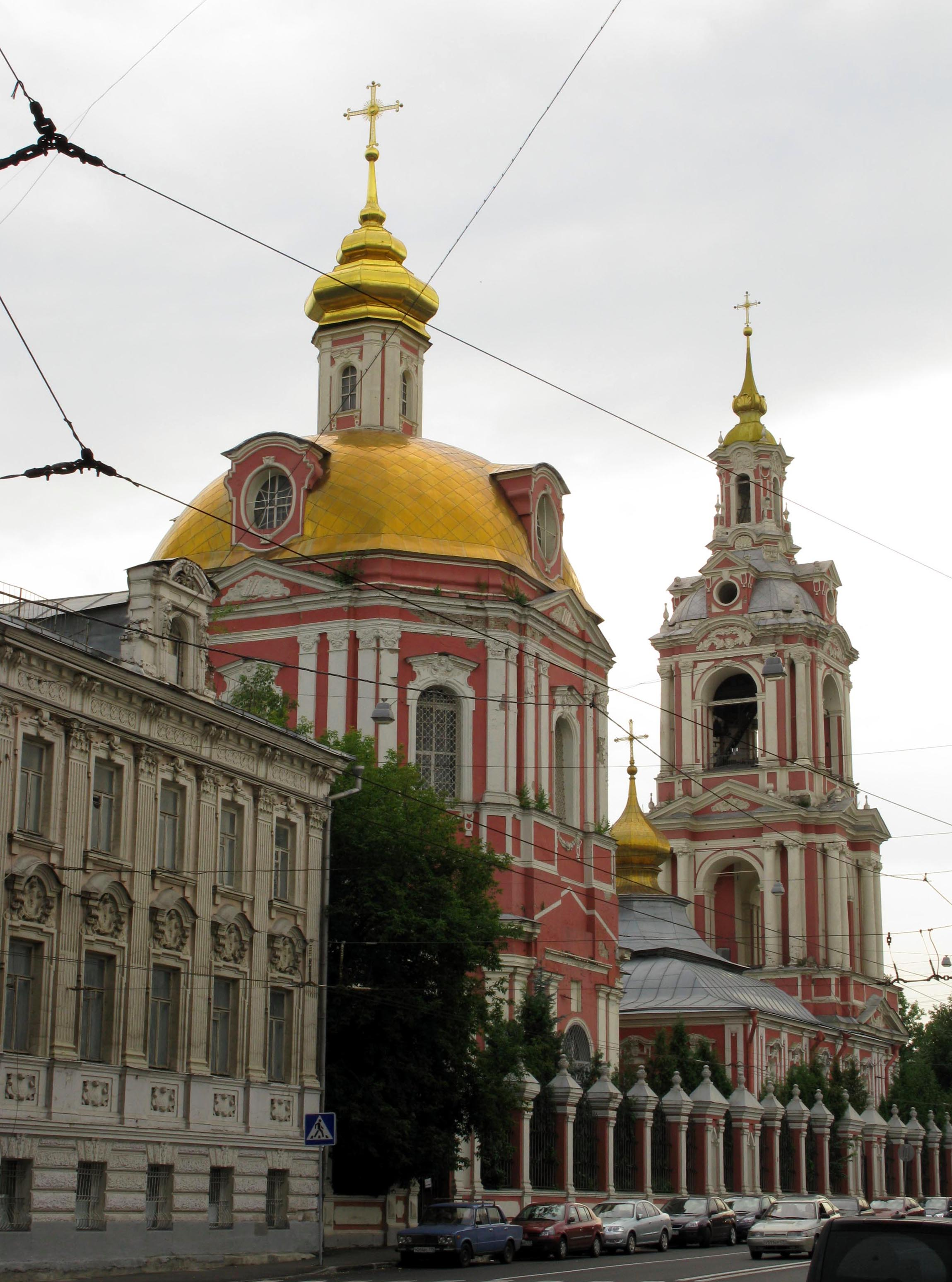
Nikitakerk
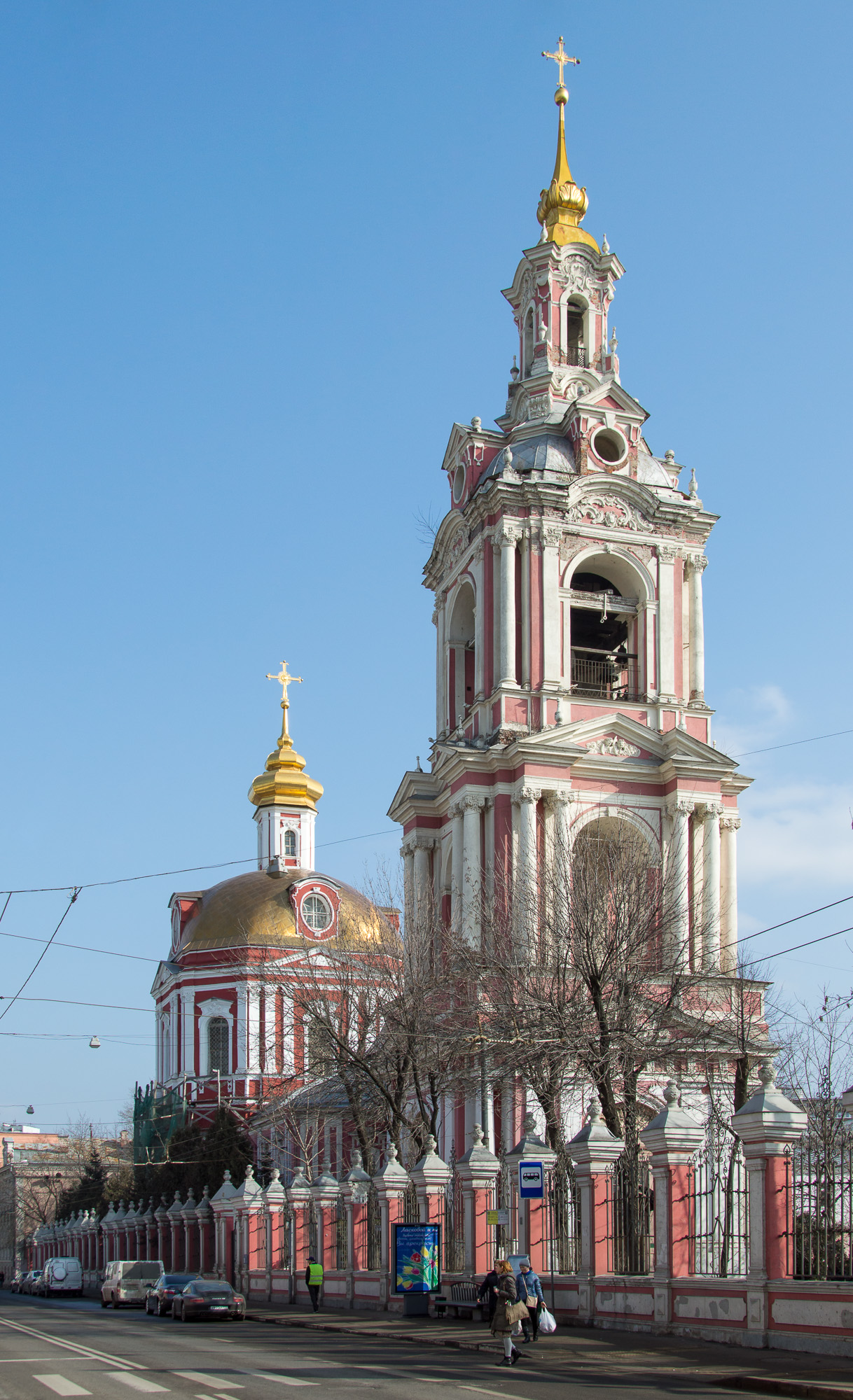
Nikitakerk
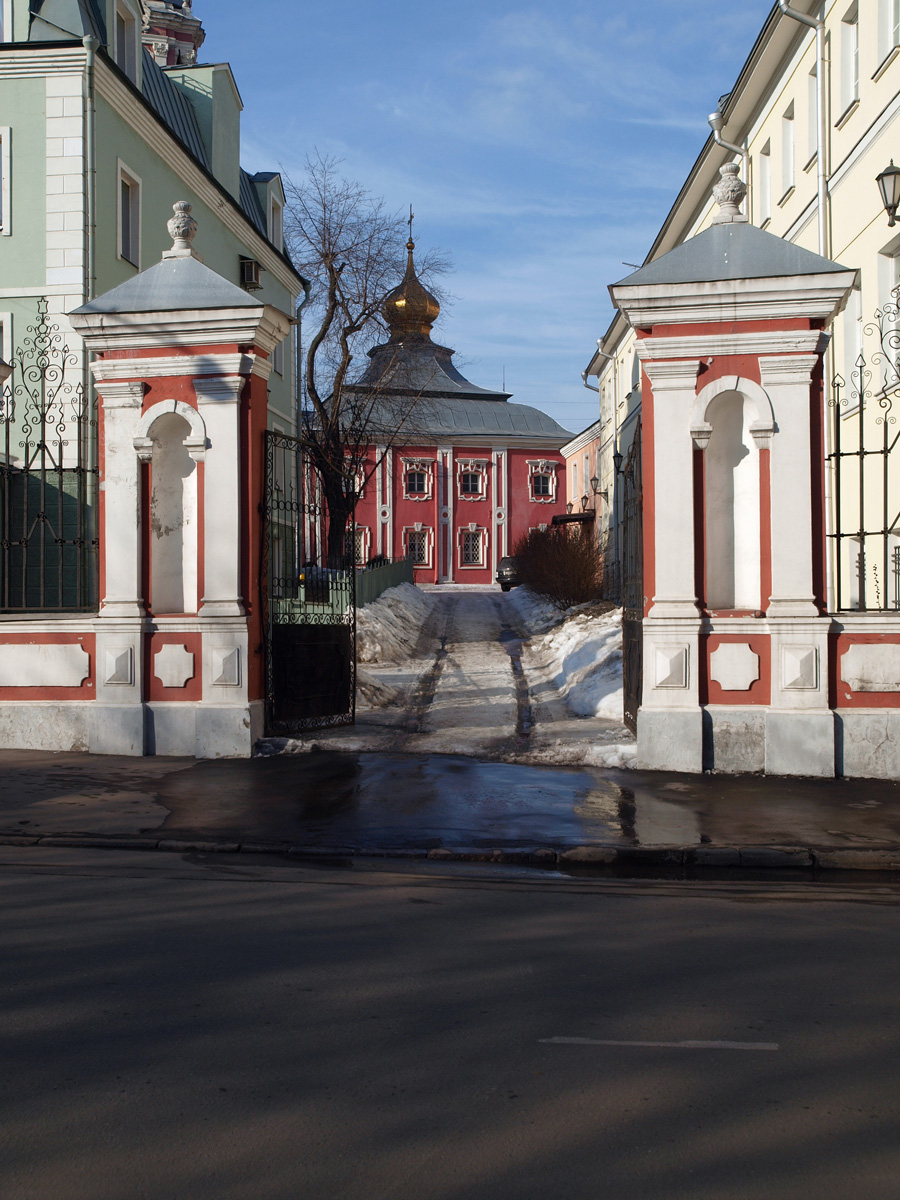
poort
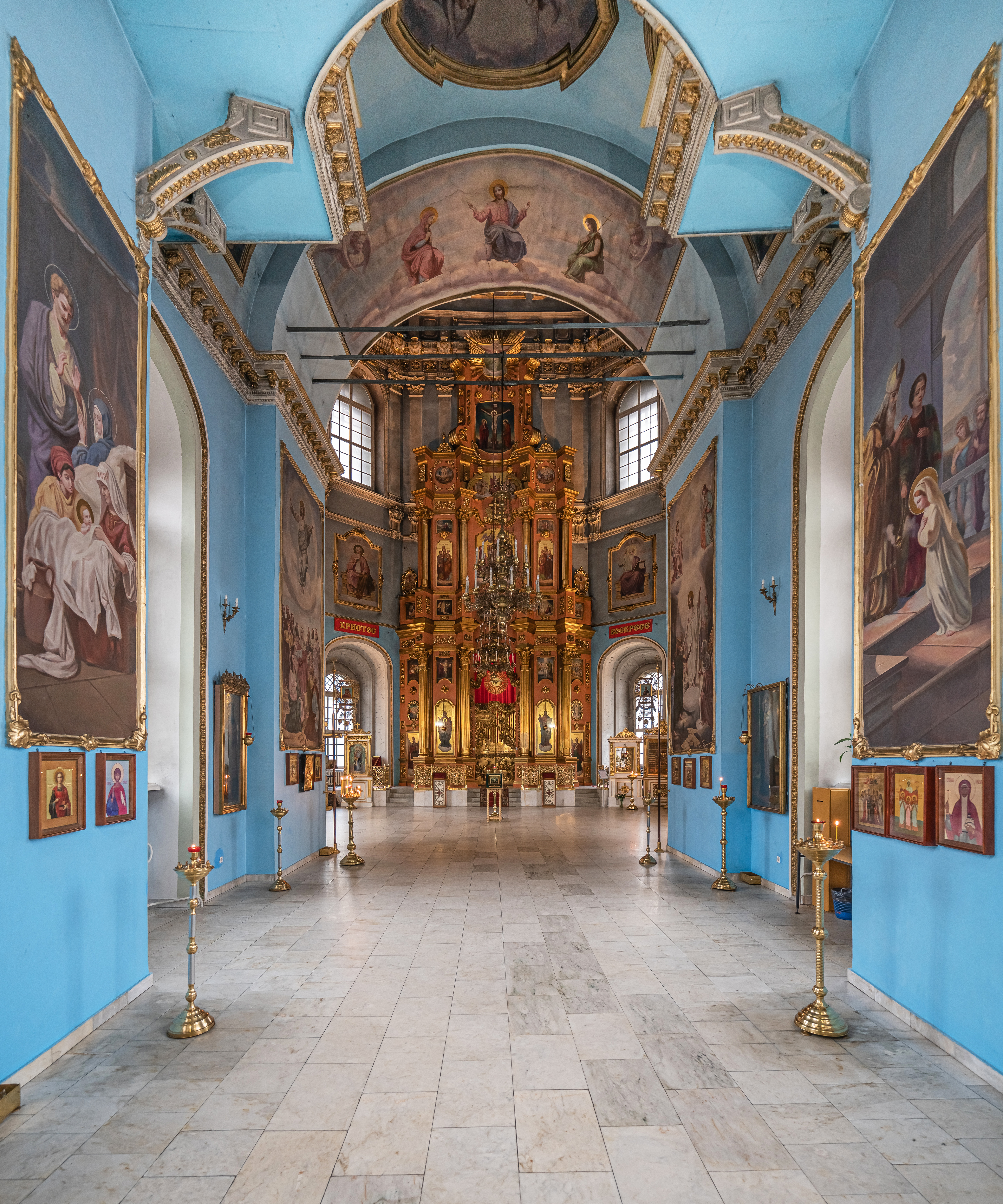
interieur